# Дэвис, Пэтти
Пэтти Дэвис (настоящее имя: Патрисия Энн Рейган; англ. Patti Davis, Patricia Ann Reagan; род. 21 октября 1952, Лос-Анджелес, Калифорния) — американская актриса и писательница. Дочь 40-го президента США Рональда Рейгана и Нэнси Рейган.
В настоящий момент не снимается, занимается писательской деятельностью.
Наиболее известна из-за скандалов со своими родителями во время президентства Рональда Рейгана. Выпустила несколько книг про свою семью, в том числе с критикой в адрес родителей. Известна своими либеральными взглядами, выступала против ядерного оружия и гонки вооружений. После того как Рональду Рейгану был поставлен диагноз болезни Альцгеймера, примирилась с родителями, выступала против телекомпании CBS и создателей сериала «Рэйганы» (англ. The Reagans).

## Фильмография
- 1979 — Лодка любви (TV Series) — Синди
- 1979 — Калифорнийский дорожный патруль (TV Series) — ресепшионистка
- 1980 — Остров фантазий (TV Series)
- 1989 — Танго и Кэш — репортёр

## Писательские работы
- Home Front. — Crown, 1986. — ISBN 0-517-55952-8.
- Deadfall. — Crown, 1989. — ISBN 0-517-57405-5.
- A House of Secrets. — Carol, 1991. — ISBN 1-55972-082-4.
- The Way I See It: An Autobiography. — Putnam, 1992. — ISBN 0-399-13748-3.
- Bondage. — Simon & Schuster, 1994. — ISBN 0-671-86953-1.
- Angels Don’t Die: My Father’s Gift of Faith. — Harper Collins, 1995. — ISBN 0-06-017324-6.
- The Long Goodbye. — Knopf, 2004. — ISBN 0-679-45092-0.
- Two Cats and the Woman They Own. — Chronicle Books, 2006. — ISBN 0-8118-5166-4.